# Treća generacija računala
Treća generacija računala obuhvaća računala koja su se pojavila vremenu između 1965. i 1978. Treća generacija računala koristili su integrirane sklopove kao osnovnu tvornu jedinicu za izradu računala.

## Pomaci i razvoj
- iglični pisaći
- računarske mreže  - pojava prvog LANa
- primjena viših programskih jezika
- brzina rada se povećava

## Programski jezici
- PL/1
- BASIC

## Računala
- CDC 6600 i CDC 3000
- IBM /360
- UNIVAC 9000
- Simens 4004
- NCR Century